# MKB-10 Poglavje IV: Endokrine, prehranske in presnovne bolezni
| Mednarodna klasifikacija bolezni in sorodnih zdravstvenih problemov 10. popravljena izdaja | Mednarodna klasifikacija bolezni in sorodnih zdravstvenih problemov 10. popravljena izdaja | Mednarodna klasifikacija bolezni in sorodnih zdravstvenih problemov 10. popravljena izdaja     |
| Poglavje                                                                                   | Kategorije                                                                                 | Naslov                                                                                         |
| ------------------------------------------------------------------------------------------ | ------------------------------------------------------------------------------------------ | ---------------------------------------------------------------------------------------------- |
| I                                                                                          | A00-B99                                                                                    | Nekatere infekcijske in parazitske bolezni                                                     |
| II                                                                                         | C00-D48                                                                                    | Neoplazme                                                                                      |
| III                                                                                        | D50-D89                                                                                    | Bolezni krvi in krvotvornih organov in nekatere bolezni, pri katerih je udeležen imunski odziv |
| IV                                                                                         | E00-E90                                                                                    | Endokrine, prehranske in presnovne bolezni                                                     |
| V                                                                                          | F00-F99                                                                                    | Duševne in vedenjske motnje                                                                    |
| VI                                                                                         | G00-G99                                                                                    | Bolezni živčevja                                                                               |
| VII                                                                                        | H00-H59                                                                                    | Bolezni očesa in adneksov                                                                      |
| VIII                                                                                       | H60-H95                                                                                    | Bolezni ušesa in mastoida                                                                      |
| IX                                                                                         | I00-I99                                                                                    | Bolezni obtočil                                                                                |
| X                                                                                          | J00-J99                                                                                    | Bolezni dihal                                                                                  |
| XI                                                                                         | K00-K93                                                                                    | Bolezni prebavil                                                                               |
| XII                                                                                        | L00-L99                                                                                    | Bolezni kože in podkožja                                                                       |
| XIII                                                                                       | M00-M99                                                                                    | Bolezni mišično-skeletnega sistema in vezivnega tkiva                                          |
| XIV                                                                                        | N00-N99                                                                                    | Bolezni sečil in spolovil                                                                      |
| XV                                                                                         | O00-O99                                                                                    | Nosečnost, porod in poporodno obdobje                                                          |
| XVI                                                                                        | P00-P96                                                                                    | Nekatera stanja, ki izvirajo v obporodnem obdobju                                              |
| XVII                                                                                       | Q00-Q99                                                                                    | Prirojene malformacije, deformacije in kromosomske nenormalnosti                               |
| XVIII                                                                                      | R00-R99                                                                                    | Simptomi, znaki in nenormalni klinični in laboratorijski izvidi, ki niso uvrščeni drugje       |
| XIX                                                                                        | S00-T98                                                                                    | Poškodbe, zastrupitve in nekatere druge posledice zunanjih vzrokov                             |
| XX                                                                                         | V01-Y98                                                                                    | Zunanji vzroki obolevnosti in umrljivosti                                                      |
| XXI                                                                                        | Z00-Z99                                                                                    | Dejavniki, ki vplivajo na zdravstveno stanje in na stik z zdravstveno službo                   |
| XXII                                                                                       | U00-U99                                                                                    | Kode za posebno uporabo                                                                        |

Mednarodno klasifikacijo bolezni in sorodnih zdravstvenih problemov 10-ta revizija (MKB-10) objavlja Svetovna zdravstvena organizacija (WHO)..  Ta stran vsebuje MKB-10 Poglavje IV: Endokrine, prehranske in presnovne bolezni.

## E00-E35 - Endokrine bolezni

### (E00-E07) Bolezni ščitnice
- (E00) Sindrom prirojenega pomanjkanja joda
  - (E00.0) Sindrom prirojenega pomanjkanja joda, nevrološki tip
    - Endemični kretenizem, nevrološki tip

  - (E00.0) Sindrom prirojenega pomanjkanja joda, miksedemski tip
    - Hipotirotični endemični kretenizem
    - Endemični kretenizem, miksedemski tip

  - (E00.0) Sindrom prirojenega pomanjkanja joda, mešani tip
    - Endemični kretenizem, mešani tip

  - (E00.0) Sindrom prirojenega pomanjkanja joda, neopredeljen

- (E01) Motnje ščitnice in sorodna stanja, povezana s  pomanjkanjem joda
  - (E01.0) Difuzna (endemična) golša zaradi pomanjkanja joda
  - (E01.1) Gomoljasta (endemična) golša zaradi pomanjkanja joda
  - (E01.2) Golša (endemična) zaradi pomanjkanja joda, neopredeljena
  - (E01.8) Druge motnje ščitnice in sorodna stanja, povezana s pomanjkanjem joda

- (E02) Subklinična hipotiroza zaradi pomanjkanja joda

- (E03) Druge vrste hipotiroze
  - (E03.0) Prirojena hipotiroza z difuzno golšo
  - (E03.1) Prirojena hipotiroza brez golše
    - Aplazija ščitnice
    - Prirojena atrofija ščitnice

  - (E03.2) Hipotiroza po zdravilih in drugih eksogenih snoveh
  - (E03.3) Hipotiroza po vnetju
  - (E03.4) Atrofija ščitnice (pridobljena)
  - (E03.5) Miksedemska koma
  - (E03.8) Druge vrste opredeljene hipotiroze
  - (E03.9) Hipotiroza, neopredeljena
    - Miksedem BDO

- (E04) Druge vrste evtiročne (netoksične) golše
- (E04.0) Difuzna evtiročna golša
- (E04.1) Evtiročni gomolj ščitnice
  -     - Koloidni gomolj (cistični)(ščitnični)
- (E04.2) Multinodozna evtiročna golša
  -     - Cistična golša BDO
- (E04.8) Druge vrste opredeljene evtiročne golše
- (E04.9) Evtiročna golša, neopredeljena

- (E05) Hipertiroza (tirotoksikoza)
  - (E05.0) Hipertiroza z difuzno golšo
    - Gravesova bolezen
    - Basedowova bolezen

  - (E05.1) Hipertiroza pri posameznem toksičnem gomolju
  - (E05.2) Hipertiroza pri toksični multinodozni golši
  - (E05.3) Hipertiroza zaradi ektopičnega tkiva ščitnice
  - (E05.4) Povzročena hipertiroza
    - Thyrotoxicosis factitia

  - (E05.5) Hipertirotična kriza (tirotoksična)
  - (E05.8) Druge vrste hipertiroza
    - Tirotropinska (TSH) hipertiroza
    - Prekomerno izločanje tirotropnega hormona (TSH)

  - (E05.9) Hipertiroza, neopredeljena

- (E06) Vnetje ščitnice (tiroiditis)
  - (E06.0) Akutno vnetje ščitnice
    - Gnojno vnetje ščitnice
    - Piogeno vnetje ščitnice
    - Gigantocelično, granulomsko ali negnojno vnetje ščitnice

  - (E06.1) Subakutno vnetje ščitnice
    - De Quervainovo vnetje ščitnice

  - (E06.2) Kronično vnetje ščitnice s prehodno hipertirozo
  - (E06.3) Autoimunsko vnetje ščitnice
    - Hashimotovo vnetje ščitnice
    - Hashitoksikoza (prehodna)

  - (E06.4) Vnetje ščitnice po zdravilih
  - (E06.5) Druge vrste kroničnega vnetja ščitnice
    - Riedelovo vnetje ščitnice

  - (E06.9) Vnetje ščitnice, neopredeljeno

- (E07) Druge motnje ščitnice
  - (E07.0) Povečano izločanje kalcitonina
  - (E07.1) Dishormogena golša
    - Pendredov sindrom
    - Rodbinska dishormogena golša

  - (E07.8) Druge opredeljene motnje ščitnice
    - Sindrom bolne evtirotične ščitnice
    - Krvavitev ščitnice
    - Infarkt ščitnice
    - Nenormalnost nosilnega globulina za tiroksin (TBG)
    - Sindrom bolne evtirotične ščitnice

  - (E07.9) Motnja ščitnice, neopredeljena

### (E10-E16) Trebušna slinavka/ insulin, glukagon

#### (E10-E14) Sladkorna bolezen (diabetes, diabetes mellitus)
- Opomba: spodaj navedena stanja so podtipi vsake kode v kategoriji E10-E14:
  - (E1x.0) Diabetična koma
  - (E1x.1) Diabetična ketoacidoza
  - (E1x.2) Diabetična nefropatija
  - (E1x.3) Diabetična retinopatija
  - (E1x.4) Diabetična nevropatija
  - (E1x.5) Diabetična angiopatija
  - (E1x.6) Diabetična artropatija
  - (E1x.7) Diabetes z več zapleti
  - (E1x.8) Diabetes z neopredeljenimi zapleti
  - (E1x.9) Diabetes brez zapletov

- (E10) Insulinsko odvisna sladkorna bolezen (diabetes)

- (E11) Insulinsko neodvisna sladkorna bolezen (diabetes)

- (E12) Malnutricijska sladkorna bolezen (diabetes)

- (E13) Druge opredeljene sladkorne bolezni (diabetes)

- (E14) Neopredeljena sladkorna bolezen

#### (E15-E16) Druge motnje regulacije glukoze in endokrine sekrecije trebušne slinavke (pankreasa)
- (E15) Nediabetična hipoglikemična koma
  -     - Insulinska koma pri nediabetiku zaradi zdravila
    - Hiperinsulinizem s hipoglikemično komo
    - Hipoglikemična koma BDO

- (E16)  Druge motnje endokrine sekrecije trebušne slinavke
  - (E16.0) Hipoglikemija zaradi zdravil, ki poteka brez kome
  - (E16.1) Druge vrste hipoglikemije
    - Functionalna neiperinsulinemična hipoglikemija
    - Hiperinsulinizem: BDO
    - Hiperinsulinizem: funkcionalni
    - Hiperplazija celic beta pankreatičnih otočkov BDO
    - Encefalopatija po glikemični komi

  - (E16.2) Hipoglikemija, neopredeljena
  - (E16.3) Povečana sekrecija glukagona
  - (E16.4) Nenormalna sekrecija gastrina
    - Hipergastrinemija
    - Zollinger-Ellisonov sindrom

  - (E16.8) Druge opredeljene motnje endokrine sekrecije pankreasa
  - (E16.9) Motnje endokrine sekrecije pankreasa, neopredeljene

### (E20-E35) Bolezni drugih endokrinih žlez (žlez z notranjim izločanjem)

#### (E20-E21) Paratiroidne žleze (obščitnica) / PTH
- (E20) Hipoparatiroidizem
  - (E20.0) Idiopatski hipoparatiroidizem
  - (E20.1) Psevdohipoparatiroidizem
  - (E20.8) Druge vrste hipoparatiroidizma
  - (E20.9) Hipoparatiroidizem, neopredeljen
    - Paratiroidna tetanija

- (E21) Hiperparatiroidizem in druge bolezni paratiroidnih žlez
  - (E21.0) Primarni hiperparatiroidizem
  - (E21.1) Sekundarni hiperparatiroidizem, ki ni uvrščen drugje
  - (E21.2) Druge vrste hiperparatiroidizma
  - (E21.3) Hiperparatiroidizem, neopredeljen
  - (E21.4) Druge opredeljene bolezni paratiroidnih žlez
  - (E21.5) Bolezni paratiroidnih žlez, neopredeljene

#### (E22-E23) Hipofiza / ADH, oxytocin, GH, ACTH, TSH, LH, FSH, prolactin
- (E22) Hiperfunkcija hipofize
  - (E22.0) Akromegalija in hipofizni gigantizem
  - (E22.1) Hiperprolaktinemija
  - (E22.2) Sindrom neustreznega izločanja antidiuretskegega formona
  - (E22.8) Druge vrste hiperfunkcije hipofize
  - (E22.9) Hiperfunkcija hipofize, neopredeljena

- (E23) Hipofunkcija in druge motnje hipofize
  - (E23.0) Hipopituitarizem
    - Sindrom fertilnega evnuha
    - Hipogonadotropni hipogonadizem
    - Idiopatsko pomanjkanje rastnega hormona
    - Izolirano pomanjkanje gonadotropina
    - Izolirano pomanjkanje rastnega hormona
    - Izolirano pomanjkanje hipofiznega hormona
    - Kallmannov sindrom
    - Lorain-Levijeva pritlikavost
    - Nekroza hipofize po porodu
    - Panhipopituitarizem
    - Hipofizna kaheksija
    - Hipofizna insuficienca BDO
    - Hipofizna nizka rast
    - Sheehanov sindrom
    - Simmondsova bolezen

  - (E23.1) Hipopituitarizem zaradi zdravil
  - (E23.2) Diabetes insipidus
  - (E23.3) Hipotalamična disfuncija, ki ni uvrščena drugje
  - (E23.6) Druge bolezni hipofize
    - Absces hipofize
    - Adipozogenitalna distrofija

  - (E23.7) Bolezen hipofize, neopredeljena

#### (E24-E27) Nadledvične žleze / Aldosterone, cortisol, epinephrine, norepinephrine
- (E24) Cushingov sindrom
  - (E24.0) Hipofizna oblika Cushingove bolezni
  - (E24.1) Nelsonov sindrom
  - (E24.2) Cushingov sindrom zaradi zdravil
  - (E24.3) Ektopični sindrom ACTH
  - (E24.4) Psevdo-Cushingov sindrom zaradi alkohola
  - (E24.8) Druge vrste Cushingovega sindroma
  - (E24.9) Cushingov sindrom, neopredeljen

- (E25) Adrenogenitalne motnje
  - (E25.0) Prirojene adrenogenitalne motnje zaradi pomanjkanje encima
    - Prirojena adrenalna hiperplazija
    - Pomanjkanje 21-hidroksilaze
    - Prirojena adrenalna hiperplazija z izgubljanjem soli

  - (E25.8) Druge adrenogenitalne motnje
    - Idiopatična adrenogenitalna motnja

  - (E25.9) Adrenogenitalna motnja, neopredeljen

- (E26) Hiperaldosteronizem
  - (E26.0) Primarni hiperaldosteronizem
    - Connov sindrom
    - Primarni aldosteronizem zaradi suprarenalne hiperplazije (obojestransko)

  - (E26.1) Sekundarni hiperaldosteronizem
  - (E26.8) Druge vrste hiperaldosteronizma
    - Bartterjev sindrom

  - (E26.9) Hiperaldosteronizem, neopredeljen

- (E27) Druge bolezni nadledvične žleze
  - (E27.0)  Druge oblike povečane aktivnosti skorje nadledvične žleze
  - (E27.1) Primarna insuficienca skorje nadledvične žleze
    - Addisonova bolezen
    - Avtoimunski adrenalitis

  - (E27.2) Addisonska kriza
    - Suprarenalna kriza
    - Adrenokortikalna kriza

  - (E27.3) Insuficienca skorje nadledvične žlez zaradi zdravil
  - (E27.4) Druge vrste in neopredeljena oblika insuficience skorje nadledvične žleze
    - Nadledvična krvavitev
    - Nadledvični infarkt
    - Hipoaldosteronizem
    - Insuficienca skorje nadledvične žleze BDO

  - (E27.5) Hiperfunkcija sredice nadledvične žleze
  - (E27.8) Druge opredeljene motnje nadledvične žleze
  - (E27.9) Bolezen nadledvične žleze, neopredeljena

#### (E28-E30) Jajčnik (ovarij)/ Estrogen, androgen, testosteron, etc.
- (E28) Disfunkcija jajčnika (ovarija)
  - (E28.0) Presežek estrogenov
  - (E28.1) Presežek androgenov
  - (E28.2) Sindrom policističnega ovarija
    - Stein-Leventhalov sindrom

  - (E28.3) Primarna ovarijska motnja
    - Prezgodnja menopavza BDO
    - Sindrom rezistentnega ovarija

  - (E28.8) Druge vrste ovarijske disfunkcije
  - (E28.9) Ovarijska disfunkcija, neopredeljena

- (E29) Disfunkcija testisov (mod)
  - (E29.0) Hiperfunkcija testisov
  - (E29.1) Hipofunkcija testisov
  - (E29.8) Druge vrste disfunkcije testisov
  - (E29.9) Disfunkcija testisov, neopredeljena

- (E30) Motnje v puberteti, ki niso uvrščene drugje
  - (E30.0) Zapoznela puberteta
    - Konstitucionalno zapoznela puberteta
    - Zapoznelo spolno dozorevanje

  - (E30.1) Prezgodnja puberteta
    - Prezgodnja menstruacija

  - (E30.8) Druge motnje v puberteti
    - Prezgodnja telarha

  - (E30.9) Motnja v puberteti, neopredeljena

#### (E31-E35) Druge
- (E31) Poliglandularna disfunkcija
  - (E31.0) Avtoimunska poliglandularna odpoved
    - Schmidtov sindrom

  - (E31.1) Poliglandularna hiperfunkcija
  - (E31.8) Druge vrste poliglandular]ne disfunkcije
  - (E31.9) Poliglandularna disfunkcija, neopredeljena

- (E32) Bolezni timusa (priželjca)
  - (E32.0) Perzistentna hiperplazija timusa
    - Hipertrofija timusa

  - (E32.1) Absces timusa
  - (E31.8) Druge bolezni timusa
  - (E31.9) Bolezen timusu, neopredeljena

- (E34) Druge endokrine motnje
  - (E34.0) Karcinoidni sindrom
  - (E34.1) Druge vrste hipersekrecije intestinalnih hormonov
  - (E34.2) Ektopična sekrecija hormonov, ki ni uvrščena drugje
  - (E34.3) Nizka rast, ki ni uvrščena drugje
    - Nizka rast BDO
    - Konstitucionalna nizka rast
    - Nizka rast Laronovega tipa
    - Psihosocialna nizka rast

  - (E34.4) Konstitucionalna visoka rast
    - Konstitucionalni gigantizem

  - (E34.5) Sindrom neodzivnosti na androgene
    - Reifensteinov sindrom

  - (E34.8) Druge opredeljene endokrine motnje
    - Progeria
    - Disfunkcija češarike

  - (E34.9) Endokrina motnja, neopredeljena

- (E35) Motnje endokrinih žlez (žleze z notranjem izločanjem) pri boleznih, uvrščenih drugje
  - (E35.0) Motnje ščitnice pri boleznih, uvrščenih drugje
    - Tuberkuloza ščitnice

  - (E35.1) Motnje nadledvičnih žlez pri boleznih, uvrščenih drugje
    - Tuberkulozna Addisonova bolezen
    - Waterhouse-Friederichsenov sindrom (meningokokni)

  - (E35.8) Motnje drugih endokrinih žlez pri boleznih, uvrščenih drugje

## E40-E68 - Prehranske bolezni

### (E40-E46) Nedohranjenost
- (E40) Kvašiorkor

- (E41) Marazem zaradi pomanjkljive prehrane

- (E42) Marazmični kvašiorkor

- (E43) Neopredeljena izrazita beljakovinskoenergetska nedohranjenost

- (E44) Zmerna ali blaga oblika beljakovinskoenergetske nedohranjenosti

- (E45) Zakasneli razvoj zaradi beljakovinske nedohranjenosti

- (E46) Neopredeljena beljakovinskoenergetska nedohranjenost

### (E50-E64) Druga pomanjkanja v prehrani
- (E50) Pomanjkanje vitamina A
  - (E50.0) Pomanjkanje vitamina A s kserozo očesne veznice
  - (E50.1) Pomanjkanje vitamina A z Bitotovimi lisami in kserozo očesne veznice
  - (E50.2) Pomanjkanje vitamina A s kserozo roženice
  - (E50.3) Pomanjkanje vitamina A z razjedo roženice in kserozo
  - (E50.4) Pomanjkanje vitamina A s keratomalacijo
  - (E50.5) Pomanjkanje vitamina A z nočno slepoto
  - (E50.6) Pomanjkanje vitamina A s kseroftalmičnimi brazgotinami roženice
  - (E50.7) Drugi očesni znaki pomanjkanja vitamina A
    - Kserofthalmija BDO

  - (E50.8) Drugi znaki pomanjkanja vitamina A
  - (E50.9) Pomanjkanje vitamina A, neopredeljeno
    - Hipovitaminoza A BDO

- (E51) Pomanjkanje tiamina
  - (E51.1) Beriberi
  - (E51.2) Wernickejeva encefalopatija
  - (E51.8) Drugi znaki pomanjkanja tiamina
  - (E51.9) Pomanjkanje tiamina, neopredeljeno

- (E52) Pomanjkanje niacina (pelagra)

- (E53) Pomanjkanje drugih vitaminov skupine B
  - (E53.0) Pomanjkanje riboflavina
    - Ariboflavinoza

  - (E53.1) Pomanjkanje piridoksina
    - Pomanjkanje vitamina B6

  - (E53.8) Pomanjkanje drugih specifičnih vitaminov iz skupine B
    - Pomanjkanje biotina
    - Pomanjkanje cianokobalamina
    - Pomanjkanje folata
    - Pomanjkanje folne kisline
    - Pomanjkanje pantotenske kisline
    - Pomanjkanje vitamina B12

  - (E53.9) Pomanjkanje vitamina B, neopredeljeno

- (E54) Pomanjkanje askorbinske kisline
  - Pomanjaknje vitamina C
  - Skorbut

- (E55) Pomanjkanje vitamina D
  - (E55.0) Rahitis, aktiven
  - (E55.9) Pomanjkanje vitamina D, neopredeljeno

- (E56) Druge vrste pomanjkanja vitaminov
  - (E56.0) Pomanjkanje vitamina E
  - (E56.1) Pomanjkanje vitamina K
  - (E56.8) Pomanjkanje drugih vitaminov
  - (E56.9) Pomanjkanje vitaminov, neopredeljeno

- (E58) Pomanjkanje kalcija v prehrani

- (E59) Pomanjkanje selena v prehrani
  - Keshanova bolezen

- (E60) Pomanjkanje cinka v prehrani

- (E61) Pomanjkanje drugih elementov v prehrani
  - (E61.1) Pomanjkanje bakra
  - (E61.1) Pomanjkanje železa
  - (E61.2) Pomanjkanje magnezija
  - (E61.3) Pomanjkanje mangana
  - (E61.4) Pomanjkanje kroma
  - (E61.5) Pomanjkanje molibdena
  - (E61.6) Pomanjkanje vanadija
  - (E61.7) Pomanjkanje več elementov v prehrani
  - (E61.8) Pomanjkanje drugih opredeljenih elementov v prehrani
  - (E61.9) Pomanjkanje elementov v prehrani, neopredeljeno

- (E63) Druga pomanjkanja v prehrani
  - (E63.0) Pomanjkanje esencialnih maščobnih kislin (EFA)
  - (E63.1) Neravnotežje v sestavinah zaužite hrane
  - (E63.8) Druga opredeljena pomanjkanja v prehrani
  - (E63.9) Pomanjkanje v prehrani, neopredeljeno

- (E64) Kasne posledice podhranjenosti in drugih pomanjkanj v prehrani
  - (E64.1) Kasne posledice pomanjkanja vitamina A
  - (E64.2) Kasne posledice pomanjkanja vitamina C
  - (E64.3) Kasne posledice rahitisa
  - (E64.8) Kasne posledice drugega pomanjkanja v prehrani
  - (E64.9) Kasne posledice neopredeljenega pomanjkanja v prehrani

### (E65-E68) Debelost in druge vrste prenahranjenost (hiperalimentacija)
- (E65) Lokalizirana debelost
  - Maščobna blazinica

- (E66) Debelost
  - (E66.0) Debelost zaradi presežka kalorij
  - (E66.1) Debelost zaradi zdravil
  - (E66.2) Izjemna debelost z alveolarno hipoventilacijo
    - Pickwickov sindrom

  - (E66.8) Druge vrste debelosti
    - Bolezenska debelost

  - (E66.9) Debelost, neopredeljena
    - Navadna debelost BDO

- (E67) Druge vrste prenahranjenosti
  - (E67.0) Hipervitaminoza A
  - (E67.1) Hiperkarotinemija
  - (E67.2) Sindrom Megavitamin-B6
  - (E67.3) Hipervitaminoza D
  - (E67.8) Druge vrste opredeljene prenahranjenosti

- (E68) Kasne posledice prenahranjenosti

## E70-E90 - Presnovne (metabolične) motnje

### (E70-E79) Presnovne motnje proteinov, maščob in ogljikovih hidratov

#### (E70-E72) Aminokisline
- (E70) Motnje v metabolizmu aromatičnih aminokislin
  - (E70.0) Klasična fenilketonurija
  - (E70.1) Druge hiperfenilalaninemije
  - (E70.2) Motnje v metabolizmu tirozina
    - Alkaptonurija
    - Ohronoza
    - Tirozinemija
    - Tirozinoza
    - Hipertirozinemija

  - (E70.3) Albinizem
    - Očesni albinizem
    - Očesno-kožni albinizem
    - Chediak-Higashijev sindrom
    - Hermansky-Pudlakov sindrom
    - Crossov sindrom

  - (E70.8) Druge motnje v metabolizmu aromatičnih aminokislin
    - Motnje v metabolizmu histidina
    - Motnje v metabolizmu triptofana

  - (E70.9) Motnje v metabolizmu aromatičnih aminokislin, neopredeljena

- (E71) Motnje v metabolizmu razvejanih verig aminokislin in maščobnih kislin
  - (E71.0) Bolezen vonja javorjevega sirupa
  - (E71.1) Druge motnje v metabolizmu razvejanih verig aminokislin
    - Hipervalinemija
    - Propionska acidemija
    - Metilmalonska acidemija
    - Izovalerična acidemija

  - (E71.2) Disorder v metabolizmu razvejanih verig aminokislin, neopredeljena
  - (E71.3) Motnje v metabolizmu maščobnih kislin
    - Adrenolevkodistrofija (Addison-Schilder)
    - Pomanjkanje mišične karnitinpalmitil-transferaze

- (E72) Druge motnje v metabolizmu aminokislin
  - (E72.0) Motnje v transportu aminokislin
    - Cistinurija
    - Cistinoza
    - Hartnupova bolezen
    - Lowejev sindrom

  - (E72.1) Motnje v metabolizmu aminokislin, ki vsebujejo žveplo
    - Cistationinurija
    - Homocistinurija
    - Metioninemija
    - Pomanjkanje sulfitne oksidaze

  - (E72.2) Motnje v metabolizmu obroča uree
    - Argininemija
    - Argininosukcinična acidurija
    - Citrulinemija
    - Hiperamonemija

  - (E72.3) Motnje v metabolizmu lizina in hidroksilizina
    - Glutarična acidurija
    - Hidroksilizinemija
    - Hiperlizinemija

  - (E72.4) Motnje v metabolizmu ornitina
    - Ornitinemija (tip I, II)

  - (E72.5) Motnje v metabolizmu glicina
    - Hiperhidroksiprolinemija
    - Hiperprolinemija (tip I, II)
    - Neketotična hiperglicinemija
    - Sarkozinemija

  - (E72.9) Druge opredeljene motnje v metabolizmu aminokislin
  - (E72.9) Motnje v metabolizmu aminokislin, neopredeljene

#### (E73-E74) Ogljikovi hidrati
- (E73) Intoleranca za laktozo
  - (E73.0) Prirojeno pomanjkanje laktaze
  - (E73.1) Sekundarno pomanjkanje laktaze
  - (E73.2) Druge vrste intoleranca za laktozo
  - (E73.8) Intoleranca za laktozo, neopredeljena

- (E74) Druge motnje v metabolizmu ogljikovih hidratov
  - (E74.0) Bolezen kopičenja glikogena
    - Glikodenoza srca
    - Bolezen kopičenja glikogena tip I (von Gierkejeva bolezen)
    - Bolezen kopičenja glikogena tip II (Pompejeva bolezen)
    - Bolezen kopičenja glikogena tip III (Corijeva bolezen, Forbesova bolezen)
    - Bolezen kopičenja glikogena tip IV (Andersenova bolezen)
    - Bolezen kopičenja glikogena tip V (McArdlejeva bolezen)

  - (E74.1) Motnje v metabolizmu fruktoze
    - Esencialna fruktozurija
    - Pomanjkanje fructoza-1,6-difosfataze
    - Dedna intoleranca za fruktozo

  - (E74.2) Motnje v metabolizmu galaktoze
    - Galaktozemija
    - Pomanjkanje galaktokinaze

  - (E74.3) Druge motnje v črevesni absorpciji oglikovih hidratov
    - Malabsorpcija glucoze-galaktoze
    - Pomanjkanje sukraze

  - (E74.4) Motnje v metabolizmu piruvata in glukoneogeneze
    - Pomanjkanje fosfoenolpiruvatne karboksikinaze
    - Pomanjkanje piruvatne karboksilaze
    - Pomanjkanje piruvatne dehidrogenaze

  - (E74.8) Druge opredeljene motnje v metabolizmu oglikovih hidratov
    - Esencialna pentozurija
    - Oksaloza
    - Oksalurija
    - Ledvična glikozurija

  - (E74.9) Motnja v metabolizmu ogljikovih hidratov, neopredeljena

#### (E75) Lipidi
- (E75) Motnje v metabolizmu sfingolipidov in druge motnje v kopičenju lipidov
  - (E75.0) Gangliozidoza GM2
    - Sandhoffova bolezen
    - Tay-Sachsova bolezen

  - (E75.1) Druge gangloidoze
    - GM 1
    - GM 3
    - Mukolipidoza IV

  - (E75.2) Druge sfingolipidoze
    - Gaucherjeva bolezen
    - Niemann-Pickova bolezen
    - Farberjev sindrom
    - Fabryjeva bolezen
    - Metakromatična levkodistrofija

  - (E75.3) Sfingolipidoza, neopredeljena
  - (E75.4) Nevralna ceroidna lipofuscinoza
    - Battenova bolezen (tip 3)
    - Kufsova bolzen  (tip 4)
    - Spielmeyer-Vogtova bolezen (tip 3)
    - Bielschowsky-Janskyeva bolezen (tip 2)

  - (E75.5) Druge motnje v kopičenju lipidov
    - Cerebrotendinozna holesteroza (van Bogaert-Scherer-Epstein)
    - Wolmanova bolezen

  - (E75.6) Motnja v kopičenju lipidov, neopredeljena

#### (E76-E78) Kombinacije
- (E76) Motnje v metabolizmu glikozaminoglikanov
  - (E76.0) Mukopolisaharidoza, tip I
    - Hurlerjev sindrom
    - Scheiejev sindrom
    - Hurler-Scheiejev sindrom

  - (E76.1) Mukopolisaharidoza, tip II
    - Hunterjev sindrom

  - (E76.2) Druge mukopolisaharidoze
    - Sanfilippov sindrom
    - Morquiojev sindrom

  - (E76.3) Mukopolisaharidoza, neopredeljena
  - (E76.8) Druge motnje v metabolizmu glikozaminoglikanov
  - (E76.9) Motnja v metabolizmu glikozaminoglikanov, neopredeljena

- (E77) Motnje v metabolizmu glikoproteinov
  - (E77.0) Napake v potranslacijski modifikaciji lizosomskih encimov
    - Mukolipidoza II (I-celična bolezen)
    - Mukolipidoza III (psevdo-Hurlerjeva polidistropfija)

  - (E77.1) Napake v razgradnji glikoproteinov
    - Aspartilglukozaminurija
    - Fukosidoza
    - Mannosidoza
    - Sialidoza (mukolipidoza I)

  - (E77.8) Druge motnje v metabolizmu glikoproteinov
  - (E77.9) Motnja v metabolizmu glikoproteinov, neopredeljena

- (E78) Motnje v metabolizmu lipoproteinov in druge lipidemije
  - (E78.0) Hiperholesterolemija
    - Družinska hiperholesterolemija
    - Fredricksonova hiperlipoproteinemija, tip IIa
    - Hiperbetalipoproteinemija
    - Hiperlipidemija, skupina A
    - Hiperlipoproteinemija z lipoproteini majhne gostote (LDL)

  - (E78.1) Hipertrigliceridemija
    - Endogena hipertrigliceridemija
    - Fredricksonova hiperlipoproteinemija, tip IV
    - Hiperlipidemija, skupina B
    - Hiperprebetalipoproteinemija
    - Hiperlipoproteinemija z lipoproteini zelo majhne gostote (VLDL)

  - (E78.2) Mešana hiperlipidemija
    - Lipoproteinemija s široko ali lebdečo frakcijo beta
    - Fredricksonova hiperlipoproteinemija, tip IIb ali III
    - Hiperbetalipoproteinemija s prebetalipoproteinemijo
    - Hiperholesterolemija z endogena hipertrigliceridemijo
    - Hiperlipidemija, skupina C
    - Tuberoeruptivni ksantomi
    - Xanthoma tuberosum

  - (E78.3) Hiperhilomikronemija
    - Fredricksonova hiperlipoproteinemija, tip I oali V
    - Hiperlipidemija, skupina D
    - Mešana hipertrigliceridemijo

  - (E78.4) Druge vrste hiperlipidemija
    - Držinska kombinirana hiperlipidemija

  - (E78.5) Hiperlipidemija, neopredeljena
  - (E78.6) Pomanjkanje lipoproteinov
    - Abetalipoproteinemija
    - Pomanjkanje lipoproteina velike gostote
    - Hipoalfalipoproteinemija
    - Hipobetalipoproteinemija (družinska)
    - Pomanjkanje lecithin-holesterol-aciltransferaze
    - Tangierova bolezen

  - (E78.8) Druge motnje v metabolizmu lipoproteinov
  - (E78.9) Motnja v metabolizmu lipoproteinov, neopredeljena

### (E79-E90) Druge metabolične motnje
- (E79) Motnje v metabolizmu purina in pirimidina
  - (E79.0) Hiperurikemija brez znakov vnetnega artritisa in tofov
  - (E79.1) Lesch-Nyhanov sindrom
  - (E79.8) Druge motnje v metabolizmu purina in pirimidina
    - Dedna ksantinurija

  - (E79.9) Motnja v metabolizmu purina in pirimidina, neopredeljena

- (E80) Motnje v metabolizmu porfirina in bilirubina
  - (E80.0) Hereditarna eritropoetična porfirija
    - Eritropoetična porfirija
    - Prirojena eritropoetična porfirija

  - (E80.1) Porphyria cutanea tarda
  - (E80.2) Druge vrste porfirije
    - Akutna intermitentna porfirija
    - Dedna koproporfirija
    - Porfirija, BDO

  - (E80.3) Pomanjkanje katalaze in peroksidaze
    - Akatalazija (Takahara)

  - (E80.4) Gilbertov sindrom
  - (E80.5) Crigler-Najjarov sindrom
  - (E80.6) Druge motnje v metabolizmu bilirubina
    - Dubin-Johnsonov sindrom
    - Rotorjev sindrom

  - (E80.7) Motnja v metabolizmu bilirubina, neopredeljena

- (E83) Motnje v metabolizmu mineralov
  - (E83.0) Motnje v metabolizmu bakra
    - Wilsonova bolezen
    - Menkesova bolezen

  - (E83.1) Motnje v metabolizmu železa
    - Hemokromatoza

  - (E83.2) Motnje v metabolizmu cinka
    - Acrodermatitis enteropathica

  - (E83.3) Motnje v metabolizmu fosforja
    - Pomanjkanje kislefosfataze
    - Družinska hipofosfatemija
    - Hipofosfatazija
    - Rezistenca na vitamin D pri osteomalaciji
    - Rezistenca na vitamin D pri rahitisu

  - (E83.4) Motnje v metabolizmu magnezija
    - Hipermagnezemija
    - Hipomagnezemija

  - (E83.5) Motnje v metabolizmu kalcija
    - Družinska hipokalciurična hiperkalcemija
    - Idiopatska hiperkalciurija

  - (E83.8) Druge motnje v metabolizmu mineralov
  - (E83.9) Motnja v metabolizmu mineralov, neopredeljena

- (E84) Cistična fibroza
  - (E84.0) Cistična fibroza z znaki prizadetosti pljuč
  - (E84.1) Cistična fibroza z znaki prizadetosti črevesa
  - (E84.8) Cistična fibroza z znaki bolezni drugih organov
  - (E84.9) Cistična fibroza, neopredeljena

- (E85) Amiloidoza
  - (E85.0) Nenevropatska heredofamiliarna amiloidoza
    - Familiarna mediteranska vročica
    - Hereditarna amiloidna nefropatija

  - (E85.1) Nevropatska heredofamiliarna amiloidoza
    - Amyloid polyneuropathy (Portuguese)

  - (E85.2) Heredofamiliarna amiloidoza, neopredeljena
  - (E85.3) Sekundarna sistemska amiloidoza
    - Amiloidoza zaradi hemodiaze

  - (E85.4) Amiloidoza samo enega organa
    - Lokalizirana amiloidoza

  - (E85.8) Druge vrste amiloidoze
  - (E85.9) Amiloidoza, neopredeljena

- (E86) Zmanjšanje volumna
  - Dehidracija
  - Hipovolemija
  - Zmanjšanje volumna plazme ali ekstracelularne tekočine

- (E87) Druge motnje v tekočinskem, elektrolitskem in acidobaznem ravnotežju
  - (E87.0) Hiperosmolalnost in hipernatremija
    - Presežek natrija
    - Čezmeren vnos natrija

  - (E87.1) Hipoosmolalnost in hiponatremija
    - Pomanjkanje natrija

  - (E87.2) Acidoze
    - Laktična acidoza
    - Metabolična acidoza
    - Respiratorna acidoza

  - (E87.3) Alkaloza
    - Metabolična alkaloza
    - Respiratorna alkaloza

  - (E87.4) Mešane motnje acidobaznega ravnotežja
  - (E87.5) Hiperkalemija
    - Presežek kalija
    - Čezmeren vnos kalija

  - (E87.6) Hipokaliemija
    - Pomanjkanje kalija

  - (E87.7) Čezmerno vnašanje tekočin
  - (E87.8) Druge motnje elektrolitov in tekočinskega ravnotežja, ki niso uvrščene drugje
    - Motnje v ravnotežju elektrolitov BDO
    - Hiperkloremija
    - Hipokloremija

- (E88) Druge presnovne (metabolične) motnje
  - (E88.0) Motnje v metabolizmu plazemskih proteinov, ki niso uvrščene drugje
    - Pomanjkanje alpha-1-antitripsina
    - Bisalbuminemija

  - (E88.1) Lipodistrofija, ki ni uvrščena drugje
  - (E88.2) Lipomatoza, ki ni uvrščena drugje
  - (E88.8) Druge opredeljene presnovne (metabolične) motnje
    - Launois-Bensaudeova adenolipomatoza
    - Trimetilaminurija

  - (E88.9)  Metabolična (presnovna) motnja, neopredeljena

- (E89) Endokrine in presnovne (metabolične) motnje po posegih, ki niso uvrščene drugje
  - (E89.0) Hipotiroza po posegih
  - (E89.1) Hipoinsulinemija po posegih
  - (E89.2) Hipoparatiroidizem po posegih
  - (E89.3) Hipopituitarizem po posegih
  - (E89.4) Ovarijska motnja po posegih
  - (E89.5) Hipofunkcija testisov po posegih
  - (E89.6) Hipofunkcija nadledvične skorje (-sredice)) po posegih
  - (E89.8) Druge endokrine in presnovne (metabolične) motnje po posegih
  - (E89.9) Endokrina in presnovna (metabolična) motnja po posegih, neopredeljena

- (E90) Prehranske (nutricijske) in presnovne (metabolične) motnje pri boleznih, uvrščenih drugje